# Polycaena temir
Polycaena temir är en fjärilsart som beskrevs av Grum-grshimailo 1890. Polycaena temir ingår i släktet Polycaena och familjen Riodinidae. Inga underarter finns listade i Catalogue of Life.